# 京都日整学園女性理事長殺害事件
京都日整学園女性理事長殺害事件（きょうとにっせいがくえんじょせいりじちょうさつがいじけん）とは、1997年に京都市の日整学園・日本整容専門学校の女性理事長が殺害された事件である。

## 概要
1997年3月21日、京都市南区東九条河辺町において美容専門学校を運営する学校法人日整学園・日本整容専門学校の学園理事長（当時66歳）が駐車場で刺殺される事件が発生した。この事件で逮捕した男に対して検察は親族と取り組んでいた中国古美術品「兵馬俑」の転売を巡るトラブルに絡み、男が関係者の依頼を受けて理事長を殺害したとして殺人罪で起訴した。

## 裁判
公判で検察は
- 事件数日前から被害者を狙っていた[1]
- 目撃証言と人相や事件当時の服装が一致する[1]
- 事件後、友人に「人生もう終わり」「人を殺すことは金になる」と話していたこと[1]

等の状況証拠から犯人として、懲役13年を求刑した。一方、弁護側は公判で被害者を尾行して事件当時に事件現場近くにいたことは認めたものの、尾行を指示した人物や理由については黙秘し、殺害について凶器などの事件と被告人を結び付ける証拠がないとして無罪を主張していた。
2002年2月22日、京都地裁（楢崎康英裁判長）は「被告が何らかの形で事件に関与していることは認められるが、全証拠を総合しても起訴事実が合理的な疑いをいれない程度にまで証明されたとはいえない」として「疑わしきは被告人の利益に」を適用して無罪判決を言い渡した。検察側は判決を不服として控訴した。
2004年7月2日、大阪高裁（近江清勝裁判長）は「状況証拠を総合判断すれば、実行犯であることは明白」として、一審・京都地裁の判決を破棄、懲役12年の有罪判決を言い渡した。
判決では、弁護側が主張した目撃証言から推定される犯人像が被告の体格と違う点について「体格に関する被害者の言葉は誤差の範囲内」とした上で着衣や人相は被告人のものと一致していると指摘した。
また、事件前夜現場にいたことや、事件後、被告人が知人に犯行を示唆するような言動をしたり、口止めしたりしていたことなどを踏まえて、凶器などの物証がなくても「状況証拠がそろっており、偶然の一致とは考えられない」として殺人の実行犯であると結論付けた。弁護側は判決を不服として上告した。
2005年12月7日、最高裁第三小法廷（上田豊三裁判長）は上告を棄却する決定を出したため、懲役12年とした二審・大阪高裁の判決が確定した。